# Stevie Ray Vaughan
Stephen Stevie Ray Vaughan (Dallas, Texas; 3 de octubre de 1954 - East Troy, Wisconsin; 27 de agosto de 1990) fue un guitarrista, cantante, compositor y productor discográfico estadounidense que fusionó los géneros de blues y rock en la década de 1980. Desarrolló un sonido y estilo basado en artistas de blues como B. B. King, Albert King, Freddie King, Buddy Guy, Otis Rush y Jimi Hendrix.
Empezó a tocar la guitarra a los siete años, inspirado en su hermano mayor Jimmie. Abandonó la escuela en 1971 y se mudó a Austin el año siguiente. Inicialmente tocó la guitarra en numerosas bandas, logrando un puesto en la banda The Nightcrawlers de Marc Benno y en la banda The Cobras de Denny Freeman, con quien siguió trabajando hasta 1977. Después formó su propia agrupación, Triple Threat Revue, cambiando su nombre a Double Trouble tras contratar al baterista Chris Layton y al bajista Tommy Shannon. Logró popularidad tras su participación en el Festival de Jazz de Montreux de 1982, y su álbum debut Texas Flood ocupó la posición número 38 en 1983, una exitosa producción que vendió cerca de medio millón de copias. Compartió escenario con Jeff Beck en 1989 y con Joe Cocker en 1990, pero falleció trágicamente en un accidente de helicóptero el 27 de agosto de 1990 a los 35 años.
Vaughan recibió una gran cantidad de premios y reconocimientos en vida y de manera póstuma. En 1983, los lectores de la revista Guitar Player lo eligieron como el mejor talento joven y el mejor guitarrista eléctrico de blues. En 1984 The Blues Foundation lo nombró el mejor instrumentalista del año y en 1987 la revista Performance lo eligió el músico de blues del año. Ganó seis premios Grammy y diez premios Austin Music y fue presentado de manera póstuma en el Salón de la Fama del Blues en el año 2000 y en el Salón de la Fama de los Músicos en 2014. La revista Rolling Stone lo ubicó en la posición número 12 entre los mejores guitarristas de todos los tiempos. En 2015, Vaughan y su banda Double Trouble fueron presentados en el Salón de la Fama del Rock and Roll.

## Familia y primeros años

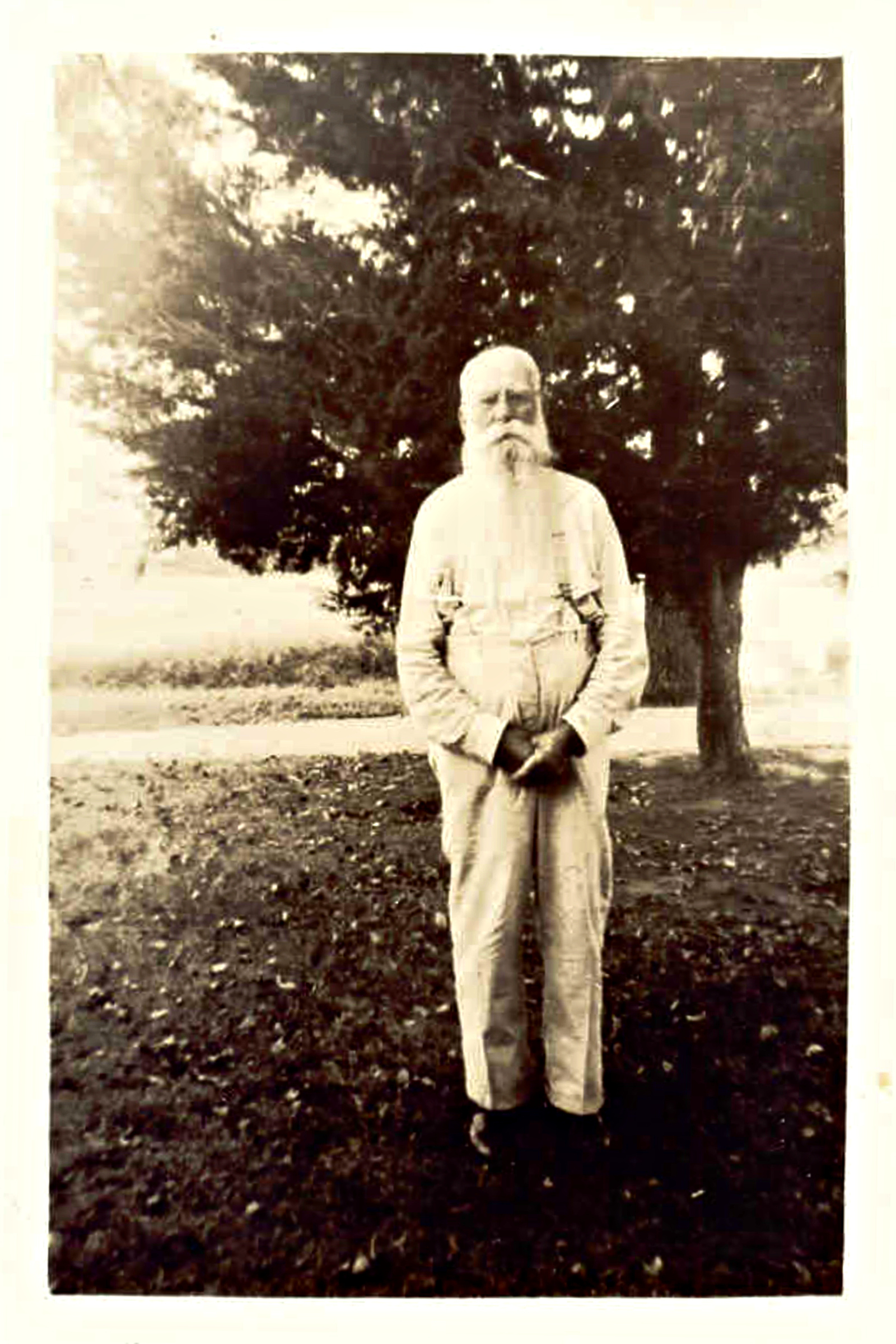
El bisabuelo de Vaughan, Robert Hodgen LaRue, a comienzos de la década de 1900

La ascendencia de Vaughan se remonta a su bisabuelo, Robert Hodgen LaRue. Robert LaRue tenía una hija llamada Laura Belle, la abuela paterna de Vaughan. Se casó con Thomas Lee Vaughan y se mudó al Condado de Rockwall, Texas, donde vivían de la aparcería. El 6 de septiembre de 1921 la pareja tuvo un hijo llamado Jimmie Lee Vaughan.
Jim Vaughan, padre de Steve, también conocido como Big Jim, abandonó la escuela a los dieciséis años y se alistó en la Marina de los Estados Unidos durante Segunda Guerra Mundial. Después de su alta, se casó con Martha Cook el 13 de enero de 1950. Stephen Ray Vaughan nació el 3 de octubre de 1954 en Dallas; era tres años y medio más joven que su hermano Jimmie (nacido en 1951). Big Jim consiguió un empleo como obrero de asbesto, una ocupación que implicaba un esfuerzo manual riguroso. La familia se mudaba con frecuencia, viviendo en otros estados como Arkansas, Luisiana, Misisipi y Oklahoma, antes de mudarse al barrio Oak Cliff en Dallas. Un niño tímido e inseguro, Vaughan se sentía profundamente afectado por las experiencias de su infancia. Su padre luchó contra el abuso del alcohol y con frecuencia aterrorizaba a su familia y amigos con su mal carácter. En años posteriores, Vaughan recordó que había sido víctima de la violencia de su padre. Big Jim falleció el 27 de agosto de 1986, cuatro años antes de la trágica muerte de Stevie Ray.

### Acercamiento a la música
A comienzos de la década de 1960, la admiración de Stevie Ray por su hermano Jimmie lo llevó a probar la ejecución de varios instrumentos, como el saxofón y la batería. En 1961, para su séptimo cumpleaños, Vaughan recibió una guitarra de juguete. Aprendiendo a oído, se comprometió diligentemente en la práctica del instrumento, tocando inicialmente canciones de los Nightcaps, particularmente "Wine, Wine, Wine" y "Thunderbird". En esa época escuchaba frecuentemente los discos de artistas de blues como Albert King, Otis Rush y Muddy Waters, y de guitarristas de rock como Jimi Hendrix y Lonnie Mack. En 1963 obtuvo su primera guitarra eléctrica, una Gibson ES-125T.
Poco tiempo después formó su primera banda, The Chantones, en 1965. Su primer concierto ocurrió en un concurso de talentos en el Teatro Hill de Dallas, pero después de darse cuenta de que no podían interpretar una canción de Jimmy Reed en su totalidad, Vaughan dejó la banda y empezó a tocar en bares y clubes locales. Recibió una guitarra Fender Broadcaster de Jimmie, la cual más tarde cambió por una Epiphone Riviera. Cuando Jimmie abandonó el hogar a los dieciséis años, la aparente obsesión de Vaughan por el instrumento generó la falta de apoyo de sus padres. Descontento en su casa, tomó un trabajo en un puesto de hamburguesas local donde lavaba platos y sacaba la basura por setenta centavos la hora. Después de caer en un barril de grasa, se cansó del trabajo y renunció para dedicar su vida a la música.

## Carrera musical

### Inicios
En mayo de 1969 Vaughan se unió a una banda llamada The Southern Distributor. Había aprendido la canción de The Yardbirds "Jeff's Boogie" y la tocó en la audición para ingresar en la banda. Mike Steinbach, baterista del grupo, afirmó años después: el chico tenía catorce años. Tocó 'Jeff's Boogie', una rápida canción instrumental, nota por nota". Aunque tocaban inicialmente versiones de pop rock, Vaughan expresó su interés en la adición de canciones de blues al repertorio del grupo. Sus compañeros no accedieron e incluso le recomendaron que no tocara blues, afirmando que no podría ganarse la vida con ese género. Este hecho representó la salida de Stevie del grupo. Ese mismo año, el bajista Tommy Shannon escuchó a Vaughan tocando en un club de Dallas. Fascinado por su estilo y habilidad, Shannon tomó un bajo y realizó una sesión de jam con él. Ambos músicos comenzaron a tocar juntos en una banda llamada Krackerjack meses después.
En febrero de 1970, Vaughan se unió a Liberation, un grupo de nueve piezas con una sección de vientos. Habiendo pasado el último mes tocando el bajo con Jimmie en Texas Storm, originalmente había audicionado como bajista. Impresionado por la guitarra de Vaughan, Scott Phares, el guitarrista original del grupo, se convirtió modestamente en el bajista. Ese mismo año el grupo tocó en el Hotel Adolphus en Dallas. Durante un receso de Liberation, Vaughan tocó esa misma noche con ZZ Top la canción "Thunderbird". Phares afirmó años después acerca de este recital: "Fue increíble. Fue una de esas noches mágicas. Stevie encajó como un guante".
Asistiendo a la secundaria Justin F. Kimball a comienzos de los años 1970, las presentaciones nocturnas de Vaughan contribuyeron a su negligencia escolar y a que se quedara dormido en plena clase. Su carrera en la música fue desaprobada por muchos de sus maestros, pero también fue animada por muchas personas, incluido su profesor de arte. En su segundo año, asistió a una clase vespertina de arte experimental en la Universidad Metodista del Sur, pero la abandonó cuando entró el conflicto con los ensayos de la banda.

### Primeras grabaciones
En septiembre de 1970, Vaughan hizo su primera grabación con la banda Cast of Thousands, la cual incluía al futuro actor Stephen Tobolowsky. Grabaron dos canciones, "Red, White and Blue" y "I Heard a Voice Last Night" para un álbum recopilatorio, A New Hi, en el que tocaron bandas jóvenes de Dallas. En enero de 1971, al no sentirse a gusto tocando canciones de pop con Liberation, Vaughan formó su propia banda, Blackbird, con Kim Davis en las guitarras, Christian dePlicque en la voz, Roddy Colonna y John Huff en la percusión, Noel Deis en los teclados y David Frame en el bajo. Tras cansarse de la escena musical de Dallas, abandonó la escuela y se trasladó con la banda a Austin, Texas, donde él suponía que había audiencias más liberales y tolerantes. Allí, Vaughan inicialmente se estableció en el Rolling Hills Country Club, un lugar que luego se convertiría en el Soap Creek Saloon. Blackbird tocó en varios clubes de Austin y abrió recitales para bandas como Sugarloaf, Wishbone Ash y Zephyr, pero no pudo mantener una consistencia en su alineación. En diciembre de 1972, Vaughan dejó Blackbird y se unió a una banda de rock llamada Krackerjack, donde tocó durante unos tres meses.
En marzo de 1973 el músico se unió a la banda de Marc Benno The Nightcrawlers, luego de conocer a Benno en una sesión de jam. The Nightcrawlers grabaron un álbum en Hollywood para A&M Records. Aunque el disco finalmente fue rechazado por A&M, incluía las primeras composiciones de Vaughan, "Dirty Pool" y "Crawlin'". Poco tiempo después la banda regresó a Austin sin Benno. A mediados de 1973 firmaron un contrato con Bill Ham, mánager de ZZ Top, y tocaron varios recitales en el sur de los Estados Unidos, aunque varios de ellos presentaron problemas de sonido y organización. Ham dejó a la banda varada en Misisipi sin ninguna forma de regresar a casa y exigió el reembolso de Vaughan por los gastos de equipo, pero nunca fue reembolsado.
En 1975 Vaughan se unió a un sexteto llamado Paul Ray and the Cobras, el cual incluía entre sus filas al guitarrista Val Swierczewski y al saxofonista Joe Sublett. Durante los siguientes dos años y medio se ganó la vida haciendo presentaciones semanales en un lugar popular de la ciudad, el Soap Creek Saloon, y en última instancia, el recién inaugurado Antone's, reconocido en la época como el "hogar del blues" de Austin. A finales de 1976, Vaughan grabó las canciones "Other Days" y "Texas Clover" con la banda. Fueron publicadas como un sencillo el 7 de febrero de 1977. En marzo, los lectores del Austin Sun la votaron como la banda del año. Adicionalmente a su trabajo con The Cobras, Vaughan tocó junto a varios de sus músicos favoritos en Antone's como Buddy Guy, Hubert Sumlin, Jimmy Rogers, Lightnin' Hopkins y Albert King.
Vaughan salió de gira con The Cobras durante gran parte del año 1977, pero en septiembre dejó la banda y formó Triple Threat Revue con el cantante Lou Ann Barton, el bajista W. C. Clark y el baterista Fredde Pharaoh. En enero de 1978 grabó cuatro canciones con la banda en Austin, incluyendo la composición de Vaughan "I'm Cryin'". Esta producción de treinta minutos marca la única grabación en estudio conocida de la banda.

### Double Trouble
A mediados de 1978, Clark abandonó la formación y Vaughan rebautizó la banda como Double Trouble, inspirado en el título de una canción de Otis Rush. Tras la llegada del bajista Jackie Newhouse, Pharaoh se marchó en julio y fue reemplazado brevemente por Jack Moore, un músico de Boston que tocó con la banda cerca de dos meses. Vaughan conoció al baterista Chris Layton tras recomendación de Sublett, su compañero de cuarto. Layton, que recientemente había tocado con Greezy Wheels, aprendió de Vaughan un estilo rítmico basado en el jazz. En julio Stevie empezó a salir con Lenora Bailey, conocida como "Lenny", quien se convertiría en su esposa. Dicho matrimonio duró seis años y medio.
En octubre de 1978, Vaughan y Double Trouble se convirtieron en la banda principal del local Rome Inn en Austin. Durante una actuación, Edi Johnson, una contadora de Manor Downs, se percató del talento de Vaughan. Johnson afirmó: "No soy una autoridad musical, pero este tipo realmente me encendió". Ella lo recomendó a la dueña de Manor Downs, Frances Carr, y al gerente general Chesley Millikin, quien estaba interesado en la gestión de artistas, reconociendo el potencial musical de Vaughan. Tras la salida de Barton de Double Trouble a mediados de noviembre de 1979, Millikin firmó un contrato de representación con Vaughan. Además fue contratado Robert "Cutter" Brandenburg como mánager de gira. Este último convenció a Vaughan de usar el nombre de "Stevie Ray".
En octubre de 1980 el bajista Tommy Shannon asistió a un concierto de Double Trouble en Houston. Shannon, que en ese momento tocaba con Alan Haynes, participó en una sesión de jam con Vaughan y Layton. Más tarde el músico reconoció: "Nunca olvidaré esa noche. Cuando entré por la puerta y los oí tocar, fue como una revelación. Ahí es donde quiero estar; ahí es donde pertenezco, pensé. Durante el descanso, me acerqué a Stevie y se lo dije. Solo quería estar en esa banda". Casi tres meses después, Vaughan le ofreció a Shannon el puesto de bajista en Double Trouble.

#### Cargo por posesión de drogas y juicio
El 5 de diciembre de 1979, mientras Stevie se encontraba en un camerino en Houston, un oficial de policía lo arrestó después de sorprenderlo consumiendo cocaína cerca de una ventana abierta. Fue acusado formalmente por posesión de cocaína y posteriormente liberado tras pagar una fianza de mil dólares. Double Trouble en ese momento era la banda de apertura de Muddy Waters, músico que afirmó al respecto de la adicción de Vaughan: "Stevie podrá ser el mejor guitarrista de todos los tiempos, pero no vivirá hasta los cuarenta si no deja ese polvo blanco". Se le exigió que regresara el 16 de enero y el 29 de febrero del siguiente año para comparecer ante un tribunal.
Durante la última audiencia en la corte el 17 de abril de 1980, Vaughan fue sentenciado con dos años de libertad condicional y se le prohibió abandonar el estado de Texas. Junto con la estipulación de iniciar un tratamiento por abuso de drogas, se le exigió que "evitara a las personas o lugares de conocido carácter dañino o de mala reputación". El músico se negó a cumplir estas dos órdenes. Tras contratar un abogado, se revisó la sentencia de libertad condicional para permitirle trabajar fuera del estado. El incidente provocó que en adelante rechazara el servicio de limpieza mientras se hospedaba en hoteles durante las giras.

#### Festival de Jazz de Montreux
Aunque la banda era popular en Texas en ese momento, todavía no gozaba de reconocimiento a nivel nacional. Su suerte cambió cuando el productor Jerry Wexler los recomendó a Claude Nobs, organizador del reconocido Festival de Jazz de Montreux. Insistió en que la noche de blues del festival sería genial con Vaughan, a quien llamó "una joya, una de esas rarezas que aparece una vez en la vida", y Nobs acordó darle un lugar a Double Trouble el 17 de julio de 1982 en su festival.
Vaughan abrió el concierto con la canción de Freddie King "Hide Away" acompañada de la instrumental "Rude Mood". Double Trouble tocó versiones de "Texas Flood" de Larry Davies, "Give Me Back My Wig" de Hound Dog Taylor y "Collins Shuffle" de Albert Collins, al igual que tres composiciones originales, "Pride and Joy", "Love Struck Baby" y "Dirty Pool". Al final de la presentación la banda fue abucheada. James McBride de la revista People escribió:

Parecía salido de la nada, una figura con el aspecto de El Zorro rugiendo en el Festival de Montreux con una Stratocaster del 59. No tenía un álbum, ni un contrato discográfico, ni un nombre, pero redujo el escenario a un montón de cenizas humeantes. Después, todos querían saber quién era este tipo".

De acuerdo con el mánager Don Opperman: "Recuerdo que los abucheos venían acompañados de expresiones de asombro, pero Stevie estaba algo decepcionado. Stevie me entregó su guitarra y abandonó el escenario. Volvió al vestidor con la cabeza entre las manos. Ese fue el final del espectáculo". De acuerdo con Vaughan: "No toda la audiencia abucheó. Fueron solo unas pocas personas sentadas justo al frente. La sala fue construida originalmente para albergar conciertos de jazz acústico. Cuando cinco o seis personas abuchean, parece que todo el mundo te odia. Tal vez pensaron que éramos demasiado ruidosos". Esta presentación fue filmada y publicada en formato de DVD en septiembre de 2004.

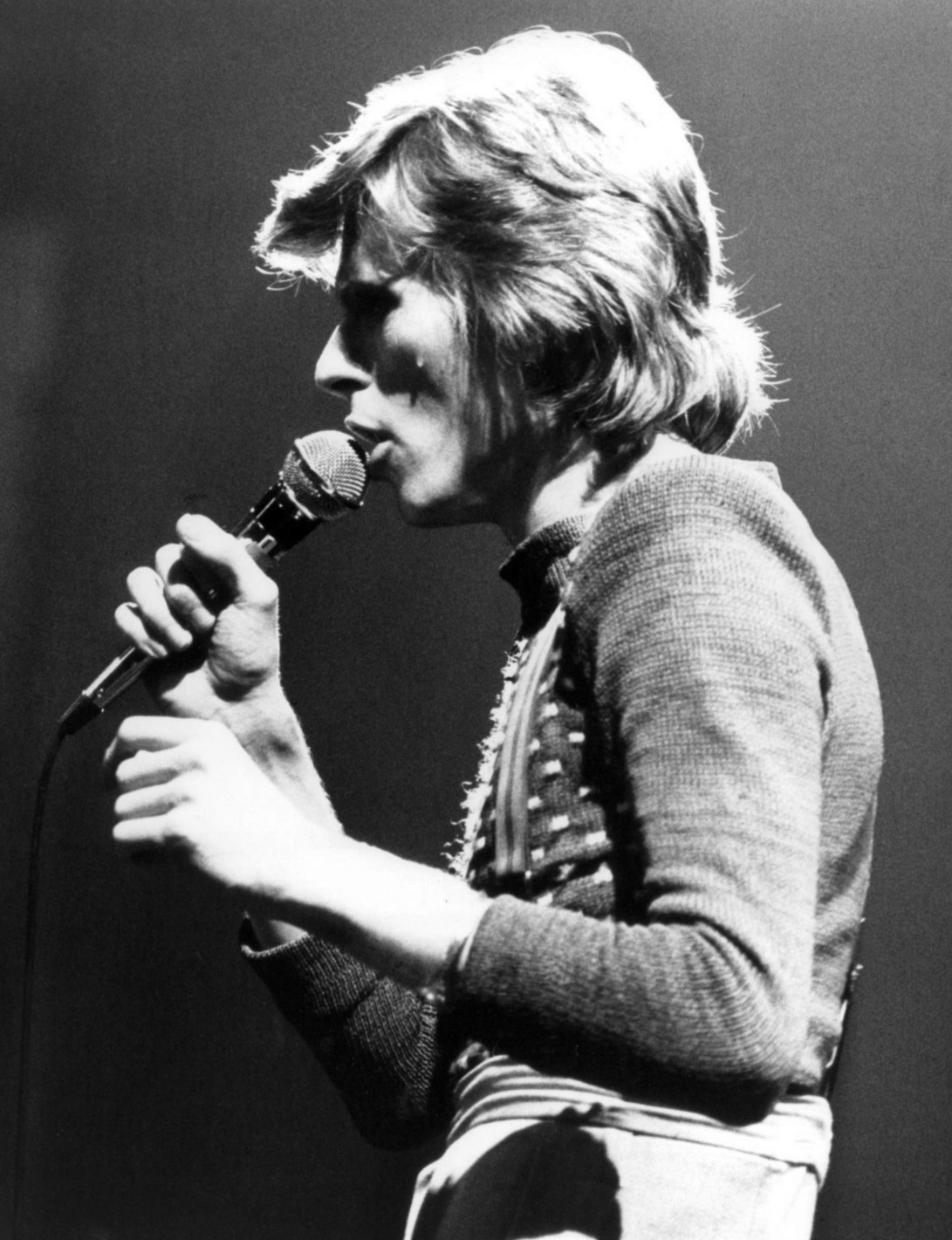
El músico británico David Bowie invitó a Vaughan a participar en la grabación de su popular álbum Let's Dance.

La noche siguiente, Double Trouble se presentó en el Casino de Montreux, con Jackson Browne presenciando el espectáculo. Browne tocó con Double Trouble hasta la madrugada y les ofreció el uso gratuito de su estudio de grabación personal en Los Ángeles. A finales de noviembre, la banda aceptó su oferta y grabó diez canciones en dos días. Mientras se encontraban en el estudio, Vaughan recibió una llamada del músico británico David Bowie, a quien conoció en Montreux, invitándolo a participar en una sesión de grabación de su siguiente álbum de estudio, Let's Dance. En enero de 1983, Vaughan grabó la guitarra en seis de las ocho canciones del disco, incluyendo las exitosas "China Girl" y "Let's Dance". El álbum fue publicado el 14 de abril de 1983 y fue un éxito rotundo en términos comerciales.

#### Éxito nacional
En marzo de 1983, Gregg Geller, vicepresidente de A&R, firmó un contrato discográfico con Double Trouble por recomendación del reconocido productor John Hammond. Al poco tiempo, Epic financió un vídeoclip para la canción "Love Struck Baby", filmado en la Taberna Cherry en Nueva York. Vaughan recordó: "Cambiamos el nombre del lugar en el vídeo. Hace cuatro años me casé en un club donde solíamos tocar todo el tiempo llamado Rome Inn. Cuando lo cerraron, el propietario me regaló el letrero, así que en el vídeo lo pusimos detrás en el escenario".
Tras el rotundo éxito de Let's Dance, Bowie le pidió a Vaughan que tomara parte de la gira Serious Moonlight, reconociendo que el guitarrista fue un aspecto esencial del éxito del álbum. A finales de abril, Vaughan empezó a ensayar para la gira en Las Colinas, Texas. Cuando las negociaciones del contrato fallaron, Vaughan abandonó la gira días antes de su fecha de apertura, siendo reemplazado por Earl Slick. El músico afirmó al respecto: "No podía enfocarme completamente en algo que realmente no tenía mucha importancia. No necesitaba más dolores de cabeza". Aunque los factores que le llevaron a tomar esta decisión no han sido completamente aclarados, Vaughan obtuvo publicidad gratuita por abandonar la gira.
El 9 de mayo la banda se presentó en The Bottom Line en la ciudad de Nueva York como acto de apertura del músico canadiense Bryan Adams, con Hammond, Mick Jagger, John McEnroe, Rick Nielsen, Billy Gibbons y Johnny Winter en el público. El mánager Robert Brandenburg describió esta presentación como "blasfema": "Nunca había escuchado a Stevie tocar tan fuerte como ese día". Esta exitosa actuación le valió a Vaughan una revisión positiva publicada en el New York Post, donde se afirmó que Double Trouble superó a Adams. "Por fortuna, Bryan Adams, el rockero canadiense que está abriendo fechas en estadios para Journey, no encabeza conciertos con demasiada frecuencia", escribió Martin Porter, quien afirmó que después de la actuación de Double Trouble, el escenario había presenciado un espectáculo más explosivo y original que el del canadiense.

#### Texas Flood
Double Trouble empezó a seleccionar el material grabado en el estudio de Browne para incluirlo en el primer álbum de estudio de la banda. Texas Flood inicia con la canción "Love Struck Baby", escrita en honor a Lenny, esposa de Stevie. El músico compuso "Pride and Joy" y "I'm Cryin'" para una de sus exnovias, Lindi Bethel. Ambas canciones son musicalmente similares, pero sus letras son dos perspectivas diferentes de su relación anterior. Junto con versiones de Howlin' Wolf, The Isley Brothers y Buddy Guy, el álbum incluyó un cover de la canción de Larry Davis "Texas Flood". "Lenny" fue otra canción tributo a la esposa de Vaughan.

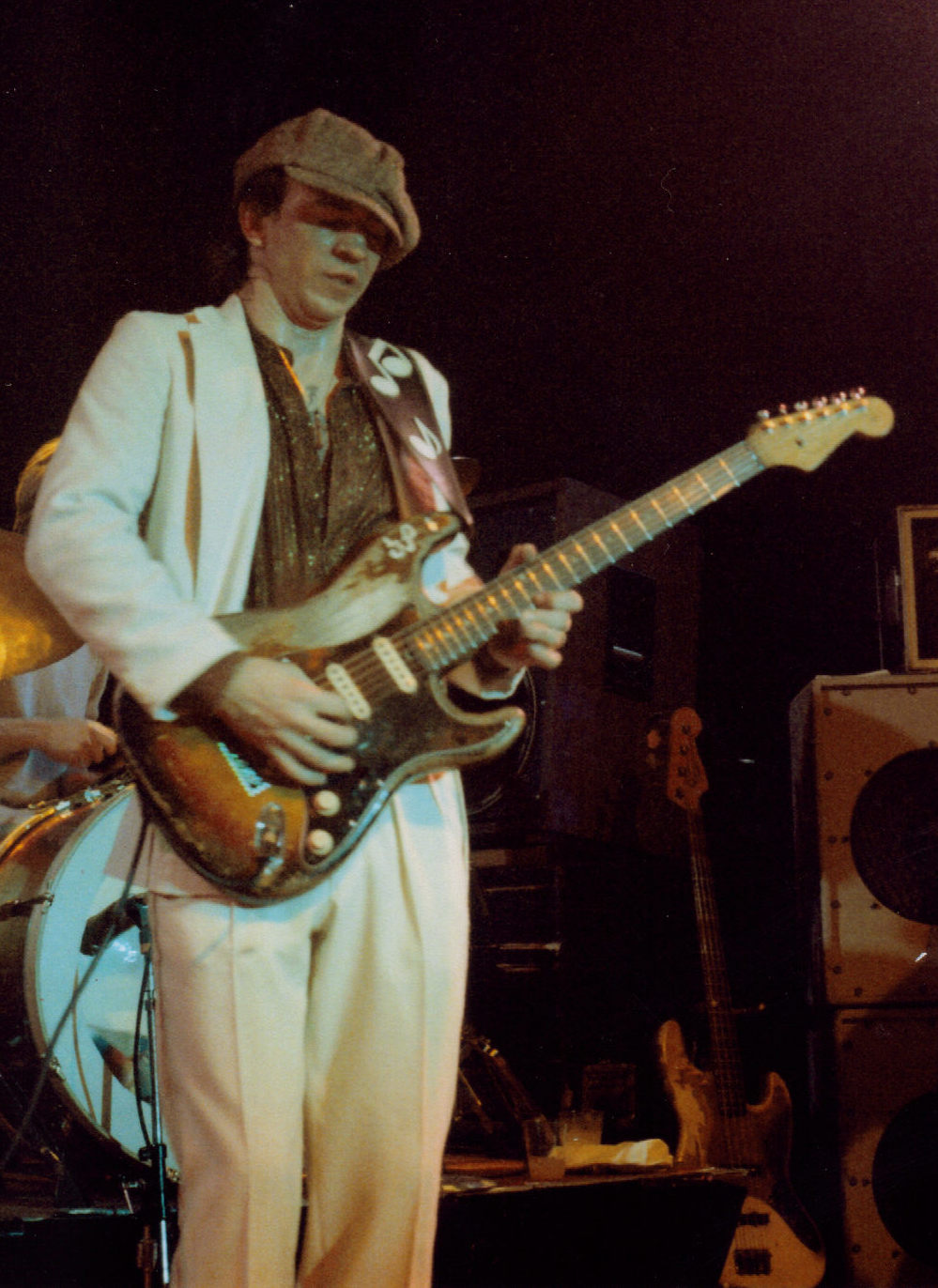
Vaughan en vivo en marzo de 1983.

La portada de Texas Flood fue diseñada por el célebre ilustrador Brad Holland, reconocido por su trabajo con Playboy y The New York Times. Holland pintó una imagen de Stevie apoyado contra una pared con una guitarra, utilizando una fotografía como referencia. Publicado el 13 de junio de 1983, Texas Flood escaló hasta la posición número 38 en las listas de éxitos estadounidenses y vendió medio millón de copias. Mientras el editor de la revista Rolling Stone Kurt Loder afirmó que Vaughan no poseía una voz distintiva, de acuerdo con el editor principal de AllMusic Stephen Thomas Erlewine, el lanzamiento fue un "impacto monumental". Billboard lo describió como "una delicia para los amantes del boogie". El agente Alex Hodges comentó: "Nadie sabía qué tan grande sería ese disco, porque los guitarristas no estaban precisamente de moda en ese momento, excepto algunos que estaban tan establecidos que eran innegables".
El 16 de junio, Vaughan celebró el lanzamiento del disco brindando un recital en el club nocturno Tango en Dallas. Entre los asistentes recital destacan figuras de la música como Ted Nugent, Sammy Hagar y miembros de las bandas The Kinks y Uriah Heep. Jack Chase, vicepresidente de mercadeo de Epic, afirmó: "La fiesta en el Tango fue muy importante; fue absolutamente enorme. Todas las personalidades radiales, directores de programas, propietarios de tiendas de discos minoristas e importantes gerentes, la prensa, todos los ejecutivos de Nueva York estuvieron allí. Había unas setecientas personas". Tras una gira por Europa, Double Trouble salió de gira como acto de apertura para The Moody Blues en su gira norteamericana. Shannon describió esta gira como "gloriosa": "Nuestro álbum aún no había tenido tanto éxito, pero estábamos tocando en coliseos a reventar. El sonido resonaba en esos grandes coliseos como un monstruo. La gente se estaba volviendo loca, ¡y no tenían idea de quiénes éramos!". Tras una aparición en la serie de televisión Austin City Limits, la banda tocó un multitudinario concierto en el Teatro Beacon de Nueva York. Variety reseñó esta presentación, afirmando que no había duda que Stevie Ray se había convertido en el héroe de la guitarra en ese momento. Además, la revista Guitar Player lo eligió como "nuevo mejor talento" y "mejor guitarrista de electric blues".

#### Couldn't Stand the Weather
En enero de 1984, Double Trouble empezó a grabar su segundo álbum de estudio, Couldn't Stand the Weather, en los estudios Power Station, con John Hammond como productor ejecutivo y con el ingeniero de sonido Richard Mullen. Layton se refirió más tarde a la experiencia de trabajar con Hammond de la siguiente manera: "Era como sentir una mano amistosa en tu hombro". Al iniciar las sesiones de grabación, la versión de la canción de Bob Geddins "Tin Pan Alley" fue grabada mientras se estaban revisando los niveles de audio. Layton recuerda: "La grabamos inicialmente y parecía muy lenta y tranquila. Hammond nos dijo que era la mejor versión de la canción. Intentamos grabarla de nuevo unas cinco, seis o siete veces. Pero nunca sonó como la primera vez".
Durante las sesiones, Vaughan incluyó a otros músicos como Fran Christina y Stan Harrison, que tocaron la batería y el saxofón respectivamente en la canción de jazz instrumental "Stang's Swang". Jimmie Vaughan tocó la guitarra rítmica en "The Things That I Used to Do" y en la canción homónima.
Couldn't Stand the Weather fue publicado el 15 de mayo de 1984 y dos semanas después había superado las ventas de Texas Flood. El disco se ubicó en la posición número 31 y pasó 38 semanas en las listas. El álbum incluye un cover de la canción de Jimi Hendrix "Voodoo Child (Slight Return)", lo que provocó comparaciones inevitables de Vaughan con Hendrix. De acuerdo con el editor de Allmusic Stephen Thomas Erlewine, Couldn't Stand the Weather "confirmó que el aclamado debut no fue una casualidad, al tiempo que igualaba, si no mejoraba, las ventas de su antecesor, consolidando así el estatus de Vaughan como un gigante del blues moderno". Según los autores Joe Nick Patoski y Bill Crawford, el álbum "fue un punto de inflexión importante en el desarrollo de Stevie Ray Vaughan".

#### Carnegie Hall

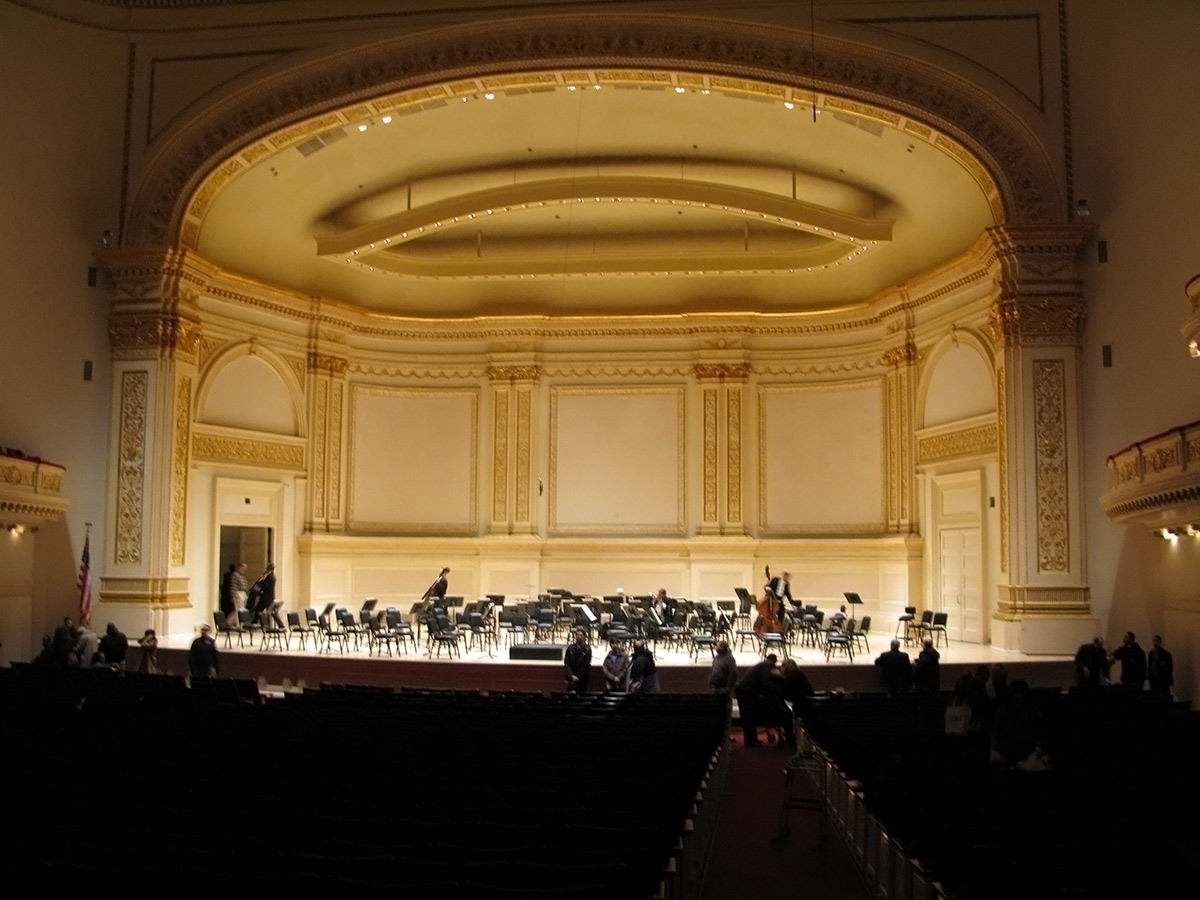
Interior del Carnegie Hall, lugar donde Double Trouble realizó una mítica presentación el 4 de octubre de 1984.

El 4 de octubre de 1984, la banda brindó un recital en el Carnegie Hall con la colaboración de algunos músicos invitados. En la segunda mitad de la presentación su hermano Jimmie se unió a la banda como guitarrista rítmico. También subieron al escenario el baterista George Rains, el tecladista Dr. John y la vocalista Angela Strehli. El conjunto ensayó menos de dos semanas previo a la actuación y, a pesar de la sólida dinámica de Double Trouble en la primera mitad de la actuación, según Patoski y Crawford, el concepto de conjunto nunca pudo tomar forma.
Presentado por Hammond como "uno de los mejores guitarristas de todos los tiempos", Vaughan abrió el concierto con "Scuttle Buttin'", usando una vestimenta estilo mariachi. Luego la banda tocó las canciones "Testify" de The Isley Brothers, "Voodoo Child (Slight Return)" de The Jimi Hendrix Experience, "Tin Pan Alley", "The Sky Is Crying" de Elmore James y "Cold Shot" de W. C. Clark, seguidas de cuatro composiciones originales: "Love Struck Baby", "Honey Bee", "Couldn't Stand the Weather" y "Rude Mood". Durante la segunda parte de la presentación, Vaughan interpretó versiones de Larry Davis, Buddy Guy, Guitar Slim, Albert King, Jackie Wilson y Albert Collins. El recital finalizó con las canciones "Lenny" y "Rude Mood".
Tras la presentación, Vaughan asistió a una fiesta privada organizada por MTV. El día siguiente la banda realizó una aparición en una tienda de discos en Greenwich Village, donde firmaron autógrafos para los fanáticos. En octubre de 1984, la banda realizó una gira por Oceanía, apareciendo en varios programas de televisión en Australia. El 5 y el 9 de noviembre realizaron presentaciones con lleno total en la Ópera de Sídney. De regreso a los Estados Unidos, Double Trouble realizó una gira por California. En diciembre, Vaughan y Lenny disfrutaron de unas vacaciones en la isla de Saint Croix, antes de realizar algunas presentaciones en Japón en enero.

#### Soul to SoulyLive Alive
En marzo de 1985, la grabación para el tercer disco de Double Trouble, Soul to Soul, dio inicio en el estudio Dallas Sound Lab. A medida que avanzaban las sesiones, Vaughan empezó a frustrarse cada vez más con su propia falta de inspiración. También se le permitió un ritmo relajado en la grabación, lo que contribuyó a una falta de concentración debido a los excesos con el alcohol y las drogas. Roadie Byron Barr afirmó más tarde: "La rutina era ir al estudio, drogarse y jugar ping-pong". Vaughan, a quien le resultaba cada vez más difícil tocar las partes de guitarra rítmica y cantar al mismo tiempo, quería agregar otra dimensión a la banda, por lo que contrató al tecladista Reese Wynans para la grabación del álbum.
Durante la producción del disco, Vaughan realizó una aparición en el Houston Astrodome el 10 de abril de 1985, donde tocó una versión en guitarra slide del himno nacional estadounidense, "The Star-Spangled Banner"; recibiendo algunos abucheos de parte del público. Al abandonar el escenario, Vaughan adquirió un autógrafo del exjugador de los Yankees de Nueva York, Mickey Mantle. El publicista Molly Glentzer escribió en The Houston Press: "Cuando Vaughan abandonó el escenario, tenía lucidez simplemente para saber que quería el autógrafo de Mickey Mantle. Mantle le confesó que nunca había firmado una guitarra antes. Nadie le pidió a Vaughan su autógrafo. Estaba seguro de que estaría muerto antes de que llegara a los treinta". Los críticos relacionaron su actuación con la interpretación de Jimi Hendrix en Woodstock en 1969, pero a Vaughan no le gustó esta comparación: "Me di cuenta que incluso escribieron sobre eso en una de las revistas de música e intentaron poner las dos versiones paralelamente. Odio esas cosas. Su versión fue genial".
Publicado el 30 de septiembre de 1985, Soul to Soul llegó a la posición número 34 en la lista Billboard 200 y logró la certificación de disco de oro. El crítico Jimmy Guterman de Rolling Stone escribió: "Queda algo de vida en su blues rock, pero también es posible que la banda se haya quedado sin energía". Vaughan se refirió al disco, argumentando: "En cuanto a las canciones, me gusta mucho el álbum. Significó mucho para nosotros, pues pasamos por muchas situaciones para obtener este disco. Había muchas probabilidades y aún nos manteníamos fuertes. Aprendimos mucho y estuvimos más unidos. Por eso el disco se llama Soul to Soul".
Tras permanecer casi diez meses de gira, se le solicitó a la banda la grabación de un cuarto álbum para cumplir el contrato con Epic Records. En julio de 1986 Vaughan decidió grabar el disco Live Alive, tomando material de tres conciertos brindados en Austin y Dallas. El disco fue publicado el 17 de noviembre de 1986 y se convirtió en el único álbum en vivo de Double Trouble con Vaughan en la alineación. El guitarrista reconoció: "No estaba en muy buena forma cuando grabamos Live Alive. En ese momento no me di cuenta de la condición en la que me encontraba. Hubo más trabajos de corrección en el álbum de los que me hubiera gustado".

#### Abuso de sustancias
En 1960, cuando Vaughan tenía seis años, empezó a robar la bebida de su padre. Atraído por sus efectos, comenzó a hacer sus propias bebidas y esto lo llevó a la dependencia. El músico explicó: "Ahí fue cuando comencé a robar las bebidas de papá. Cuando mis padres se iban, me preparaba una bebida. Pensé que era genial... pensé que mis amigos en la calle pensarían que era genial. Ahí es donde comenzó, y desde entonces soy un adicto al alcohol".
| Stevie y yo llegamos al punto en el que teníamos que tomar drogas y alcohol todo el tiempo. Si el teléfono sonaba por la mañana y nos despertaba, no podríamos contestarlo antes de tomar algo de alcohol.—Tommy Shannon |

Mientras Vaughan afirmó que experimentó los efectos de la cocaína por primera vez cuando un médico le recetó una solución líquida del estimulante como un aerosol nasal, según Patoski y Crawford, Vaughan probó la droga en 1975 mientras tocaba con The Cobras. Anteriormente Vaughan había experimentado con el canabis, las metanfetaminas y la metacualona. Después de 1975 el músico bebía whisky y consumía cocaína con frecuencia, particularmente mezclando ambas sustancias. De acuerdo con Hopkins, durante la gira europea de Double Trouble en septiembre de 1986, "su abuso de sustancias había alcanzado un pico".
En el pico de su adicción, el guitarrista bebía casi un litro de whisky y consumía cerca de siete gramos de cocaína al día. En septiembre de 1986, Double Trouble viajó a Dinamarca como parte de una gira europea. En las horas de la noche del 28 de septiembre Vaughan colapsó después de una actuación en Ludwigshafen, Alemania, debido a una deshidratación cercana a la muerte, por lo que debió recibir tratamiento médico urgente. Se las arregló para hacer dos conciertos más de la gira, pero los siguientes trece recitales fueron cancelados. El músico fue internado en una clínica en Londres bajo el cuidado del doctor Victor Bloom, quien le advirtió que de continuar con su estilo de vida no duraría un mes más. Tras su estadía en Londres por más de un mes, regresó a los Estados Unidos y se internó en una clínica de Atlanta, donde pasó cuatro semanas en rehabilitación. Por su parte, Shannon hizo lo mismo en una clínica de Austin.

#### Gira deLive Alive

Hogar de infancia de Vaughan en el barrio Oak Cliff de Dallas.

En noviembre de 1986, tras salir de rehabilitación, Vaughan volvió a la casa de su madre en Dallas, donde pasó muchos años de su infancia. Durante esta época, Double Trouble empezó a ensayar para la gira soporte del álbum Live Alive. Aunque el guitarrista estaba nervioso por tocar en vivo después de alcanzar la sobriedad, recibió una confirmación positiva. Wynans afirmó más tarde: "Stevie estaba realmente preocupado por tocar después de la rehabilitación... no sabía si le quedaba algo por ofrecer. Una vez que regresamos a la carretera, se le vio muy inspirado y motivado". La gira dio inicio el 23 de noviembre en la Universidad de Towson. El 31 de diciembre ofrecieron un concierto en el Teatro Fox de Atlanta compartiendo escenario con el legendario Lonnie Mack.
A medida que la gira avanzaba, Stevie componía material para su siguiente álbum, pero en enero de 1987 firmó los papeles de divorcio de Lenny, lo que lo restringió de realizar cualquier proyecto hasta que finalizó el papeleo. Esta situación le impidió escribir y grabar canciones durante casi dos años, sin embargo, Double Trouble escribió la canción "Crossfire" con Bill Carter y Ruth Ellsworth. Layton recordó: "Escribimos la música y nos reunimos, pero Stevie no podía estar allí en ese momento. Estaba en Dallas haciendo algunas cosas, y simplemente nos reunimos y empezamos a escribir algunas canciones. Esa fue la primera que escribimos". El 6 de agosto de 1987, Double Trouble hizo parte del repertorio del Austin Aqua Festival, donde tocaron ante una de las audiencias más grandes de su carrera. Tras abrir algunos conciertos para Robert Plant en mayo de 1988, la banda se embarcó en una gira europea que finalizó en Finlandia el 17 de julio. Ese mismo año, Stevie apareció en la película Back to the Beach tocando la canción "Pipeline" con Dick Dale y en un especial de televisión para Cinemax titulado A Blues Session: B.B. King and Friends junto con Eric Clapton,
Albert King, Phil Collins, Gladys Knight, Paul Butterfield, Chaka Khan y Billy Ocean.

#### In Step

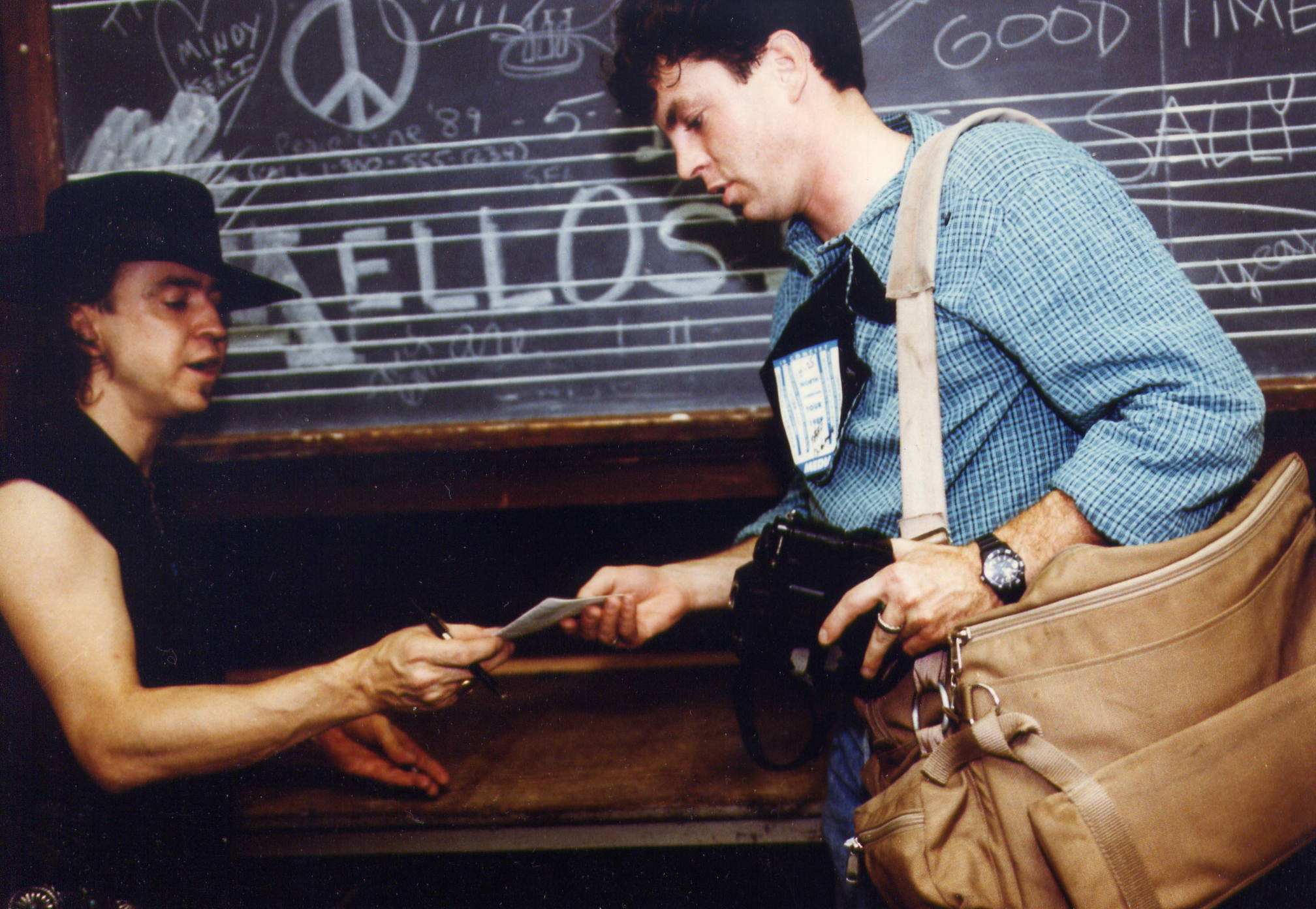
Stevie Ray Vaughan firmando un autógrafo a un fanático durante la gira del álbum In Step en octubre de 1989.

Luego del divorcio del músico con Lenora "Lenny" Darlene Bailey, la grabación del disco In Step dio inicio en los estudios Kiva en Memphis, Tennessee, con el productor Jim Gaines y el compositor Doyle Bramhall. Inicialmente, Vaughan tenía dudas sobre sus habilidades musicales y creativas después de alcanzar la sobriedad, pero ganó confianza a medida que avanzaban las sesiones. Shannon recordó más tarde: "In Step fue, para él, una gran experiencia de crecimiento. En mi opinión, es nuestro mejor álbum de estudio, y creo que él también sintió lo mismo". Bramhall, que también había salido de rehabilitación, escribió canciones con Vaughan sobre adicción y redención.
Tras la producción del disco, Vaughan y Double Trouble aparecieron en la fiesta de inauguración presidencial de George H. W. Bush en Washington D. C. In Step fue publicado el 13 de junio de 1989 y certificado como disco de oro ocho meses después. El disco se convirtió en el trabajo más exitoso comercialmente hablando de Vaughan, además de entregarle un premio Grammy. Se ubicó en la posición número 33 en la lista Billboard 200, permaneciendo allí durante 44 semanas. La canción "Crossfire", incluida en el álbum, se convirtió en el único número uno de la banda en las listas.

## Accidente y muerte

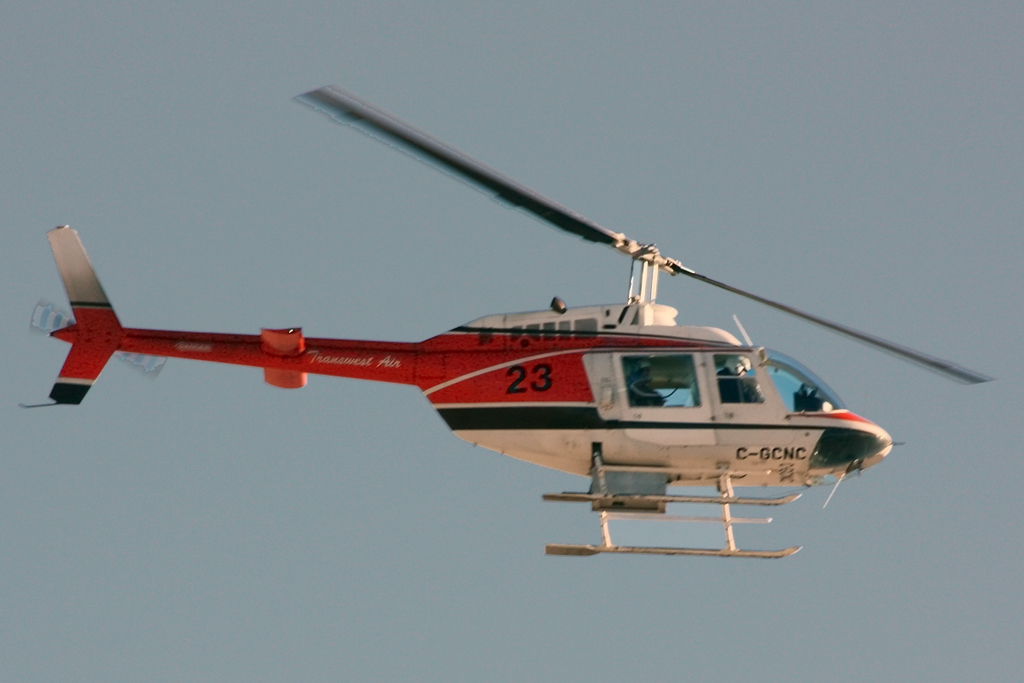
Un Bell 206B similar al helicóptero del accidente.

El 27 de agosto de 1990, poco antes de la 1:00 de la madrugada y en medio de una densa niebla, un helicóptero que llevaba a Stevie Ray Vaughan desde East Troy, Wisconsin hacia Chicago se estrelló segundos después de su despegue. Fallecieron las cinco personas que iban a bordo: el piloto Jeff Brown, el agente Bobby Brooks, el asistente de seguridad Nigel Browne, el mánager Colin Smythe y Vaughan. En una investigación posterior se esclareció que la causa del accidente se debió a un error del piloto (vuelo controlado contra el terreno), ya que el piloto no pudo ver la colina debido a la baja visibilidad. Los reportes iniciales informaron falsamente que Eric Clapton se encontraba en el helicóptero al momento del accidente.
Según los resultados de una investigación llevada a cabo por la oficina del forense en Elkhorn, Vaughan sufrió "lesiones internas y craneales masivas", además de traumas graves y fracturas de costillas. El forense teorizó que las cinco víctimas murieron instantáneamente, dada la gravedad de sus heridas. Los cuerpos fueron llevados a la morgue en el centro médico Lakeland en Elkhorn, donde se conservaron para que familiares y amigos los ayudaran a identificarlos. Según determinó la investigación posterior, cuando la aeronave partió, se operó en condiciones de niebla y la visibilidad se reportó en menos de dos millas, según un pronóstico local. El helicóptero colapsó contra un terreno montañoso poco después de su despegue. Se indicó además que el piloto no estaba calificado para volar el helicóptero en condiciones de niebla durante la noche.
Los servicios funerarios de Vaughan se llevaron a cabo el 31 de agosto de 1990 en el cementerio de Laurel Land en Dallas, Texas. Su cuerpo fue colocado en un ataúd de madera que rápidamente se adornó con ramos de flores y que se transportó en un coche fúnebre blanco. Un estimado de 3000 dolientes asistieron a la procesión. Entre los asistentes a la ceremonia pública estaban Jeff Healey, Charlie Sexton, los músicos de ZZ Top, Colin James, Stevie Wonder, Bonnie Raitt y Buddy Guy.

## Estilo musical
El estilo de Vaughan estuvo marcado por géneros como el blues, el rock y el jazz. Encontró influencia en el trabajo de guitarristas como Jimi Hendrix, Albert King, B.B. King, Lonnie Mack, Freddie King, Albert Collins, Johnny "Guitar" Watson, Buddy Guy, Howlin' Wolf, Otis Rush, Guitar Slim, Chuck Berry y Muddy Waters. Mientras Albert King tuvo una gran influencia en Vaughan, Jimi Hendrix fue la mayor inspiración del músico. Vaughan declaró: "Amo a Hendrix por muchas razones. Era mucho más que un simple guitarrista de blues, tocaba muy bien cualquier tipo de guitarra que quisiera. De hecho, no estoy seguro si tocaba guitarra, simplemente tocaba música". Vaughan también fue influenciado por guitarristas de jazz como Django Reinhardt, Wes Montgomery, Kenny Burrell y George Benson.

## Equipo

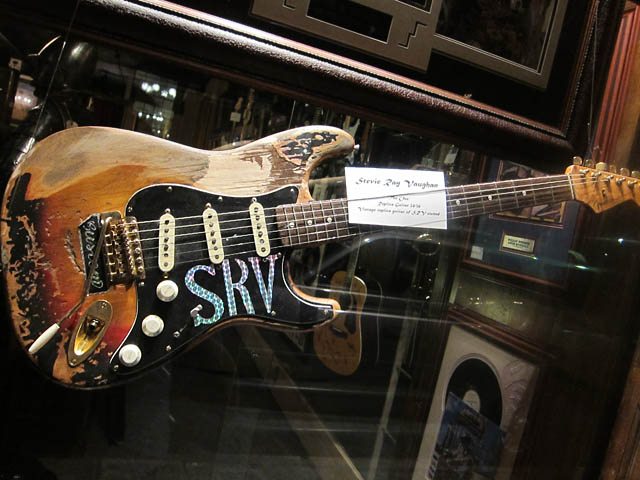
Réplica de la guitarra de Stevie Ray Vaughan "Number One"

Stevie Ray Vaughan solía llevar su guitarra personal Fender Stratocaster del 59, a la que llamaba Number One. Grababa sus iniciales ("SRV") en los golpeadores de sus guitarras, las cuales tenían un color gastado.
También fue famoso por el calibre de sus cuerdas, usaba la primera cuerda en 0.13 y en algunos casos la sexta; después usaba en las demás equivalente a un encordado del 0.12. En conclusión, usaba un conjunto personalizado de cuerdas inusualmente pesadas, de calibres .013, .015, .019, .028, .038 y .058. El calibre más ancho se debía a que Vaughan utilizaba una afinación medio tono debajo del estándar (afinaba todas las cuerdas medio tono más abajo para mantener un sonido grave).
Fanático de Fender, no solo llevaba casi todas sus guitarras Fender, sino que también las complementaba con los amplificadores Fender Super Reverb, Fender Twin Reverb, o Fender Vibro-Verb; y en su mayoría, púas Fender medium. Su pedal más utilizado, que le daba un sonido característico, era un Ibanez Tube Screamer TS-808 (luego devenido a TS-9), en complemento de un wah-wah Cry Baby, Univibe Expression y por último un Univox Uni-Vibe.

## Legado
Vaughan se encargó de revitalizar el blues rock durante toda su carrera y abrió el camino para muchos artistas. Su trabajo aún es nombrado influyente para muchos artistas de blues, rock y música alternativa como John Mayer, Kenny Wayne Shepherd, Mike McCready, Albert Cummings, Los Lonely Boys y Chris Duarte, entre muchos otros. Stephen Thomas Erlewine de Allmusic describió a Vaughan como "la principal luz del blues estadounidense con un estilo singularmente ecléctico y ardiente que no tiene ningún otro guitarrista, independientemente del género".
En los meses siguientes a su fallecimiento, se vendieron más de cinco millones de copias de los discos de Vaughan en su país natal. El 25 de septiembre de 1990 Epic publicó Family Style, un LP con canciones grabadas entre Stevie y Jimmie. En noviembre de 1990, CMV Enterprises publicó Pride and Joy, una colección de ocho vídeos musicales de Double Trouble. El 29 de octubre de 1991 se publicó The Sky Is Crying, primer álbum póstumo de Vaughan y Double Trouble, conteniendo grabaciones completadas entre 1984 y 1985. Otros compilados y álbumes en vivo han sido editados tras su fallecimiento. 
El 3 de octubre de 1991, la gobernadora de Texas Ann Richards proclamó el "día de Stevie Ray Vaughan", durante el cual se lleva a cabo un concierto conmemorativo en el Texas Theatre. En 1993 se reveló una estatua del músico en Austin. En septiembre de 1994, se celebró en Dallas un evento benéfico en nombre del músico para ayudar a la fundación Ethel Daniels, establecida para brindar apoyo a aquellos que no pueden pagar programas de rehabilitación a las adicciones a las drogas y el alcohol.

### Premios y reconocimientos
Vaughan ganó cinco premios W. C. Handy y fue presentado de manera póstuma en el Salón de la Fama del Blues en el año 2000. En 1985 fue nombrado almirante honorario de la Marina de Texas. El disco Family Style, publicado poco tiempo después de su muerte, ganó un premio Grammy en 1991. En 2003, Rolling Stone lo ubicó en la séptima posición en su lista de los "100 mejores guitarristas de todos los tiempos". En 2015 fue incluido en el Salón de la Fama del Rock and Roll con su banda Double Trouble.

## Discografía

### Estudio
- 1983: Texas Flood
- 1984: Couldn't Stand the Weather
- 1985: Soul to Soul
- 1989: In Step
- 1990: Family Style
- 1991: The Sky Is Crying

### En vivo
- 1986: Live Alive
- 1992: In The Beginning
- 1997: Live at Carnegie Hall
- 1999: In Session ( con Albert King )
- 2001: Live at Montreux 1982 & 1985
- 2006: Live in Tokyo
- 2012: The Fire Meets the Fury

### Recopilatorios póstumos
- 1995: Greatest Hits
- 1999: The Real Deal: Greatest Hits Vol. 1
- 2000: Blues At Sunrise
- 2002: The Essential Stevie Ray Vaughan
- 2003: Martin Scorsese Presents The Blues: Stevie Ray Vaughan
- 2006: The Real Deal: Greatest Hits Vol. 2
- 2007: Solos, Sessions & Encores
- 2007: The Best of Stevie Ray Vaughan

### Con David Bowie
- 1983: Let's Dance